# Barbara Clark
Barbara Lynne Clark, född 24 september 1958 i Coronation i Alberta, är en kanadensisk före detta simmare.
Clark blev olympisk bronsmedaljör på 4 x 100 meter frisim vid sommarspelen 1976 i Montréal.